# Prebidoli
Prebidoli (cyr. Пребидоли) – wieś w Bośni i Hercegowinie, w Republice Serbskiej, w gminie Rudo. W 2013 roku liczyła 83 mieszkańców.